# Таэваскода
Та́эваскода (эст. Taevaskoda, «Небесная палата») — песчаные скалы и пещеры, расположенные на берегах реки Ахья на юго-востоке Эстонии, в уезде Пылвамаа. Представляют собой обнажения Хярмаской толщи девонского песчаника Буртниекского горизонта, охраняемые как отдельные объекты природоохранной зоны и отмеченные специальными знаками. 
Таэваскода — это памятник природы, давший название деревне Таэваскоя, и туристическая достопримечательность. По мнению исследователя эстонской народной культуры Ахто Каазика, это одно из красивейших мест страны. Возраст Таэваскода составляет примерно 400 миллионов лет, возраст соснового леса в этих местах — 150 лет.

## Большая и Малая Таэваскода

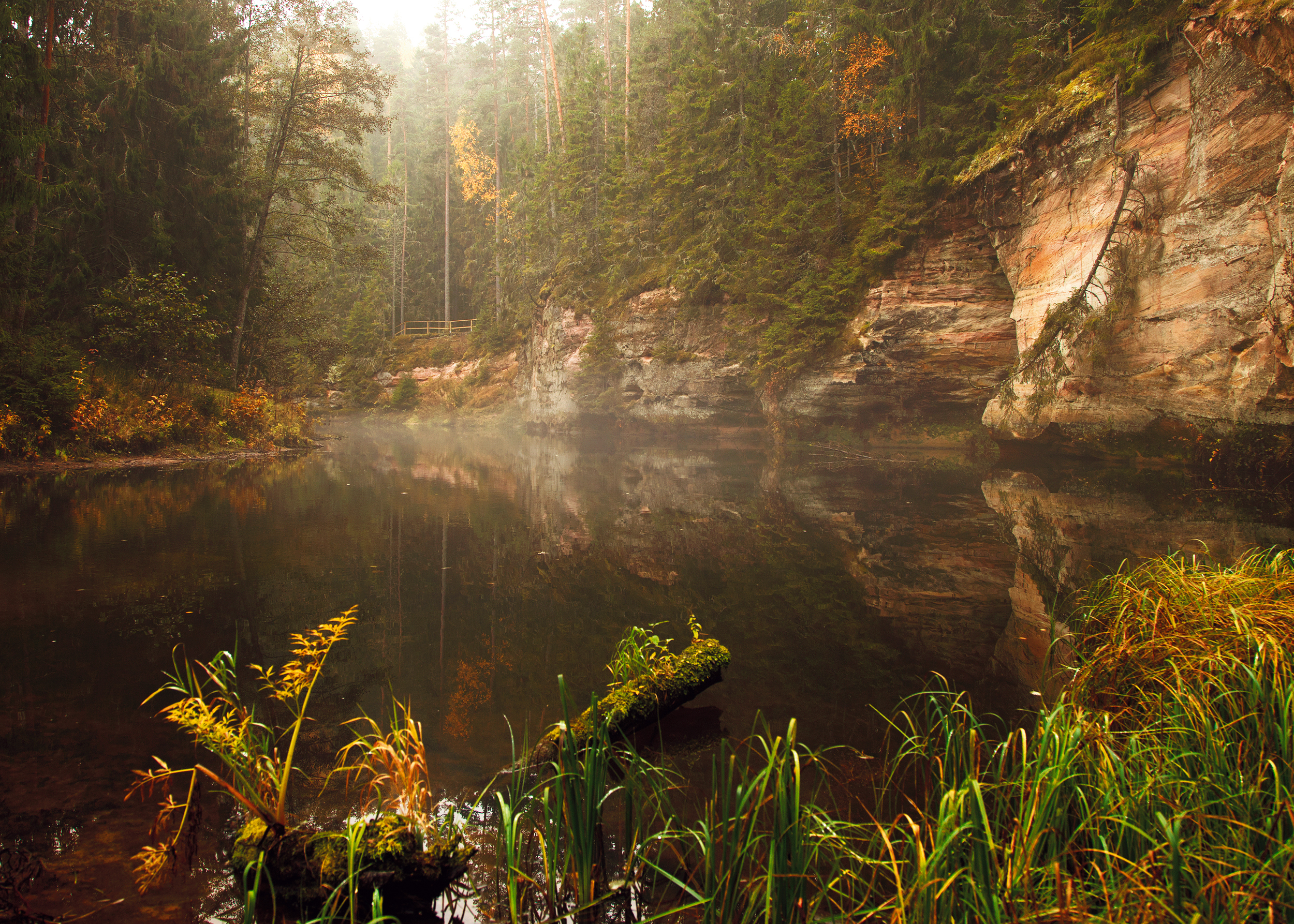
Вяйке-Таэваскода

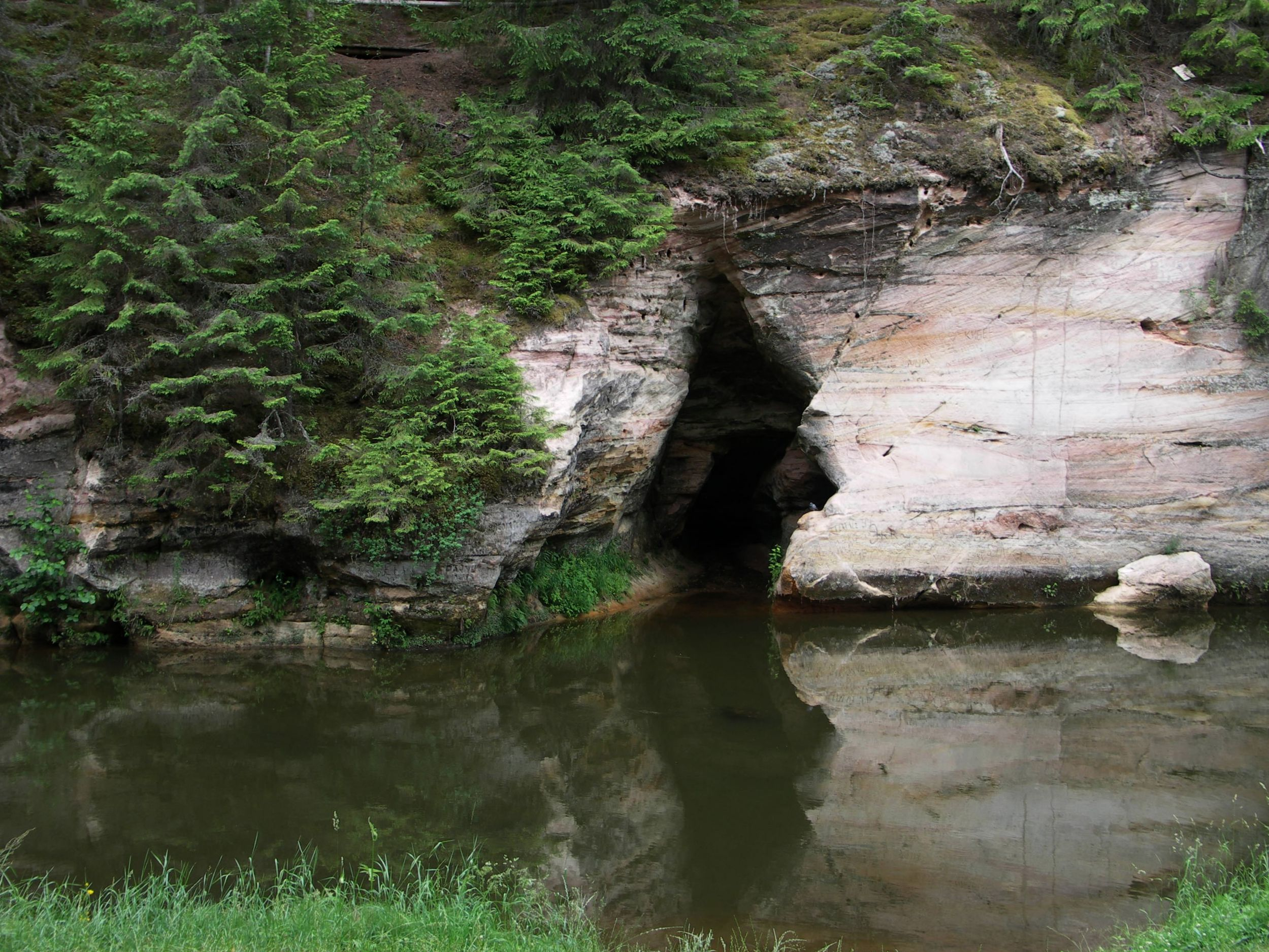
Девичья пещера

В природном парке долины реки Ахья площадью 1115,4 гектаров возвышается около сорока обнажений песчаника. Самые известные из них — Суур-Таэваскода (эст. Suur Taevaskoda, «Большая Таэваскода») и Вяйке-Таэваскода (эст. Väike Taevaskoda, «Малая Таэваскода»).
Песчаник Суур-Таэваскода является самым высоким обнажением в этих местах, он возвышается на 20 метров над уровнем реки, его протяжённость составляет 150 метров. В нём неравномерно чередуются желтоватые, сероватые, розовато-белые и пурпурно-коричневые слои. Из-за своего положения на ударной стороне речного течения он постоянно подвергается эрозии. Изогнутая скала усиливает шум течения реки, пение птиц и голоса людей. Растительность, имеющаяся на обнажении, повреждает песчаную стену незначительно. На её вершине расположен сквер со скамейками, у самой высокой части обрыва стоит деревянный забор. Суур-Таэваскода упоминается в хрониках XVII—XVIII веков, о более древних временах сохранились только легенды.
Максимальная высота песчаника Вяйке-Таэваскода составляет 10 метров, его протяжённость — 140 метров. В обнажении желтовато-белые и розовато-жёлтые слоистые песчаники чередуются с тонкими фиолетовыми и желтовато-коричневыми прослойками; на его поверхности имеются скопления пластинок слюды. На скале растут сосны, вереск и лишайники, в расщелинах есть гнёзда береговых ласточек.
Первое известное краткое геологическое описание обнажений cделала Эльга Марк-Курик (1928—2016) в 1951 году; подробное описание выполнил эколог Герберт Вийдинг (1929—1988) в 1957 и 1963 годах, который использовал Таэваскода как объект для учебной практики студентов.
Согласно народным преданиям, в Большой Таэваскода отмечались деревенские праздники, и там находилось место, где держали совет. Люди верили, что в здешних пещерах живут духи, а вытекающие из скал ручьи исцеляют болезни глаз. По поверьям, внутрь пещер можно только заглянуть, но нельзя заходить — иначе можно оглохнуть, ослепнуть или даже потерять рассудок. Скалы также нельзя ломать, нельзя выцарапывать на них имена — всё это разозлит речных духов и принесёт несчастье. Кроме скал и пещер, святым и неприкосновенным здесь традиционно считается всё природное: река, ручьи, камни, почва, растения и животные. Считается, что в древние времена подобные утёсы были местами жертвоприношений на благо урожая, плодородности скота и здоровья людей.
Пещерам в скалах народ дал собственные имена: Эмаляте (эст. Emaläte, с эст. «Материнский родник»), Нейтсикообас (эст. Neitsikoobas, Девичья пещера) и др. Эмаляте в Суур-Таэваскода получила своё название благодаря вытекающему из неё источнику, который также питает своей водой другие источники — отсюда и его название. Холодная и прозрачная родниковая вода течёт со средним расходом 4-4,5 литра в секунду. Родник, вытекающий из пещеры Нейтсикообас в Вяйке-Таэваскода, даёт около 2,5 литров воды в секунду, и его устье находится на высоте более трёх метров.
Согласно легенде, в пещере Нейтсикообас живёт девушка с волосами цвета льна, прядущая золотую пряжу. Её могут увидеть только те, кто ищет цветок папоротника в Яанову ночь.

## Туристические маршруты
По множеству троп здесь можно совершать пешие, велосипедные и лыжные прогулки, на реке — кататься на каноэ и лодках. Один из пешеходных маршрутов начинается у Малой Таэваскода и ведёт к Большой Таэваскода, где под скалой стоит валун под названием Салакуулаякиви (эст. Salakuulajakivi, «Подслушивающий камень»), принесённый сюда рекой. Тропа на обратном пути ведёт по красивым местам Малой Таэваскода. Протяжённость пешеходных маршрутов на Таэваскода составляет 3—3,8 км, длина тропы Кийдъярве—Таэваскоя—Кийдъярве составляет 11,8 км. Через Таэваскода также проходит туристическая тропа Перакюла—Аэгвийду—Эхиярве. Доступ на Таэваскода свободный и открыт круглый год. Здесь установлены указатели и информационные стенды, оборудованы места для проведения пикников; бесплатная автомобильная парковка на 30 мест находится у запруды Саэсааре. При этом необходимо помнить, что подходить близко к краям обнажений нельзя из-за опасности обрушений. Сообщения о погодной обстановке и состоянии мостов на туристических маршрутах публикуются на сайте Центра управления государственными лесами (проект «Вместе с природой»).
Ближайшее место для установки палатки и разведения костра находится на расстоянии одного километра от Большой Таэваскода, недалеко от мельницы Оттена (памятник архитектуры).

## Исторические события
Примерно в 400 метрах к югу от Суур-Таэваскода в начале 1950-х годов находился последний бункер группы «лесных братьев», руководителем которой был лидер антикоммунистического партизанского движения в Юго-Восточной Эстонии Яан Роотс. В настоящее время от бункера осталась только большая яма в лесу. Роотс и четверо его товарищей были убиты в перестрелке с работниками МГБ при попытке ограбления конторы леспромхоза в деревне Ристипало (25 км к востоку от Таэваскода) в июне 1952 года. В связи с почитанием «лесных братьев» как борцов за независимость Эстонии, весной 2010 года по инициативе некоммерческой организации «Таэваскоя» место нахождения бункера было отмечено информационным стендом и путь к нему был размечен, начиная от деревни Химмасте.

## Таэваскода в кино
Около Вяйке-Таэваскода было снято несколько сцен популярного советского фильма «Последняя реликвия» (1969).

## Происхождение названия
Название «таэваскода» включает в себя эстонские слова «небо» (taevas) и «палата» (koda), но неясно, какова связь подобных природных мест с «небесными палатами». Возможно, это метафора: «палаты со стенами из скал и соснового бора, крышей которых является небо».
Поскольку подобные утёсы представляют собой весьма примечательные места, слово «таэваскода» может иметь возраст, измеряемый тысячами лет. Слово taevas — это балтийское, германское и арийское заимствование со значением «бог», например, у восточных балтов dievas означает «бог». Таким образом, термин «таэваскода» мог бы означать «палаты бога»; однако, это разъяснение кажется маловероятным в связи с отсутствием такого исторического названия у других подобных мест.
Третий вариант объяснения происхождения названия таков: его начало содержит слово из лексикона прибалтийских финнов: taival ~ taipaleen. В этом случае слово «таэваскода» означало бы «место отдыха на пути по берегу реки» или «место, где с речного пути переходят на путь по земле и обратно». Для сравнения можно привести такой пример: в юго-восточной Финляндии taivaltaa, кроме всего прочего, означает «взять паузу, остановиться на полпути»; у этого слова также есть значения, связанные с лесом и лесными местами.
В последнее время словом «таэваскода» стали называть и другие величественные песчаниковые обнажения в Эстонии, в частности, на реке Выханду, относящейся к бассейну Псковско-Чудского озера.

## Галерея

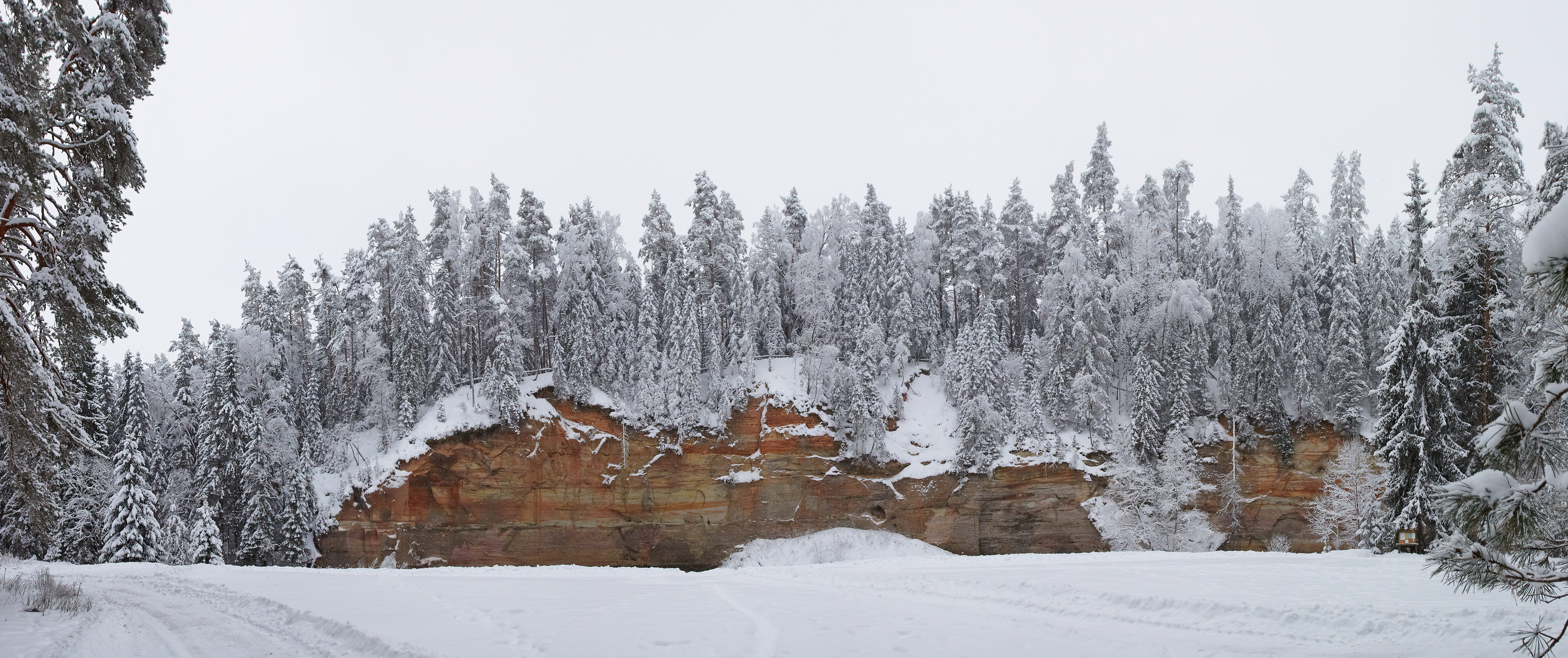
Большая Таэваскода в январе
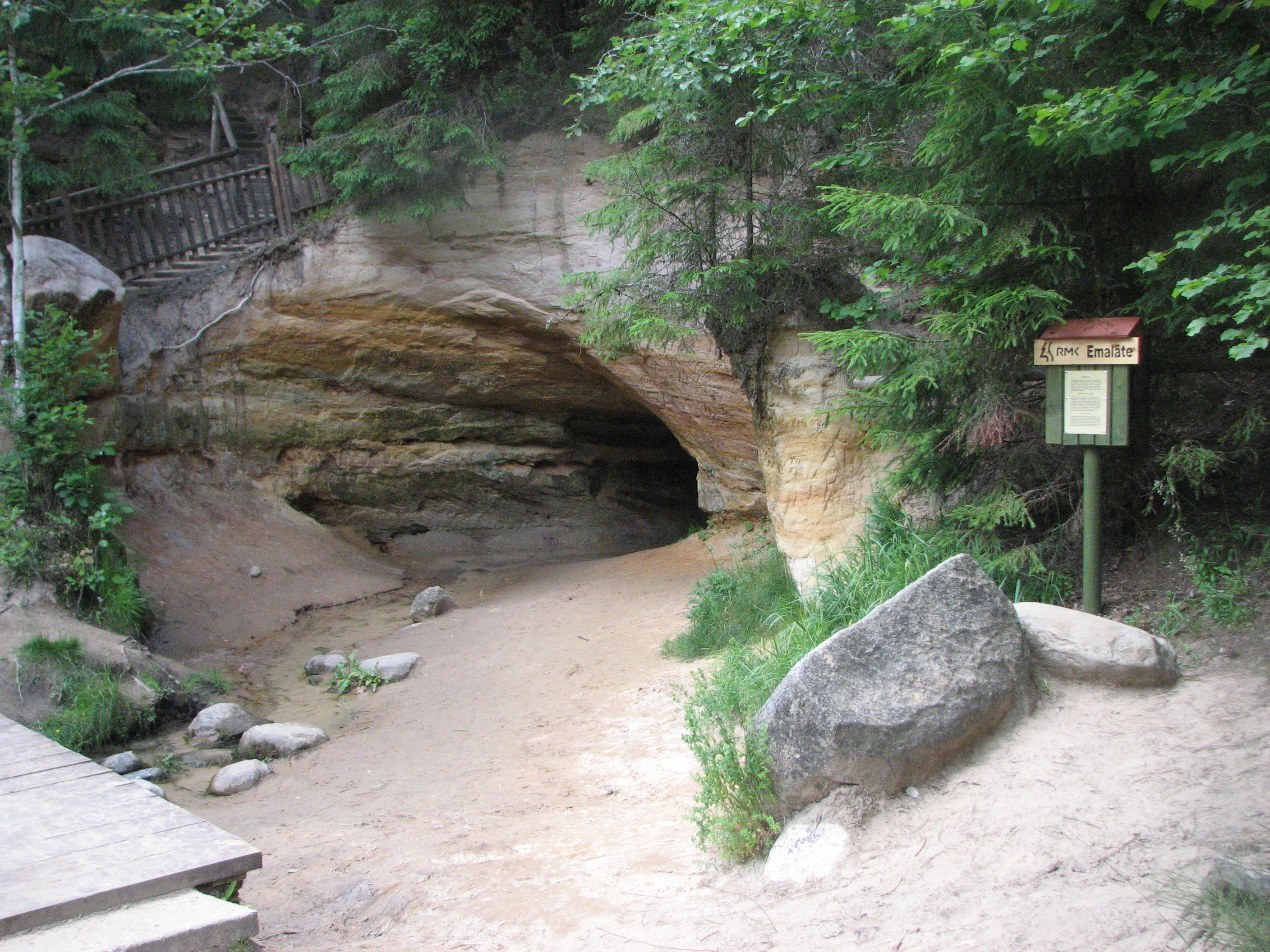
Пещера Эмаляте
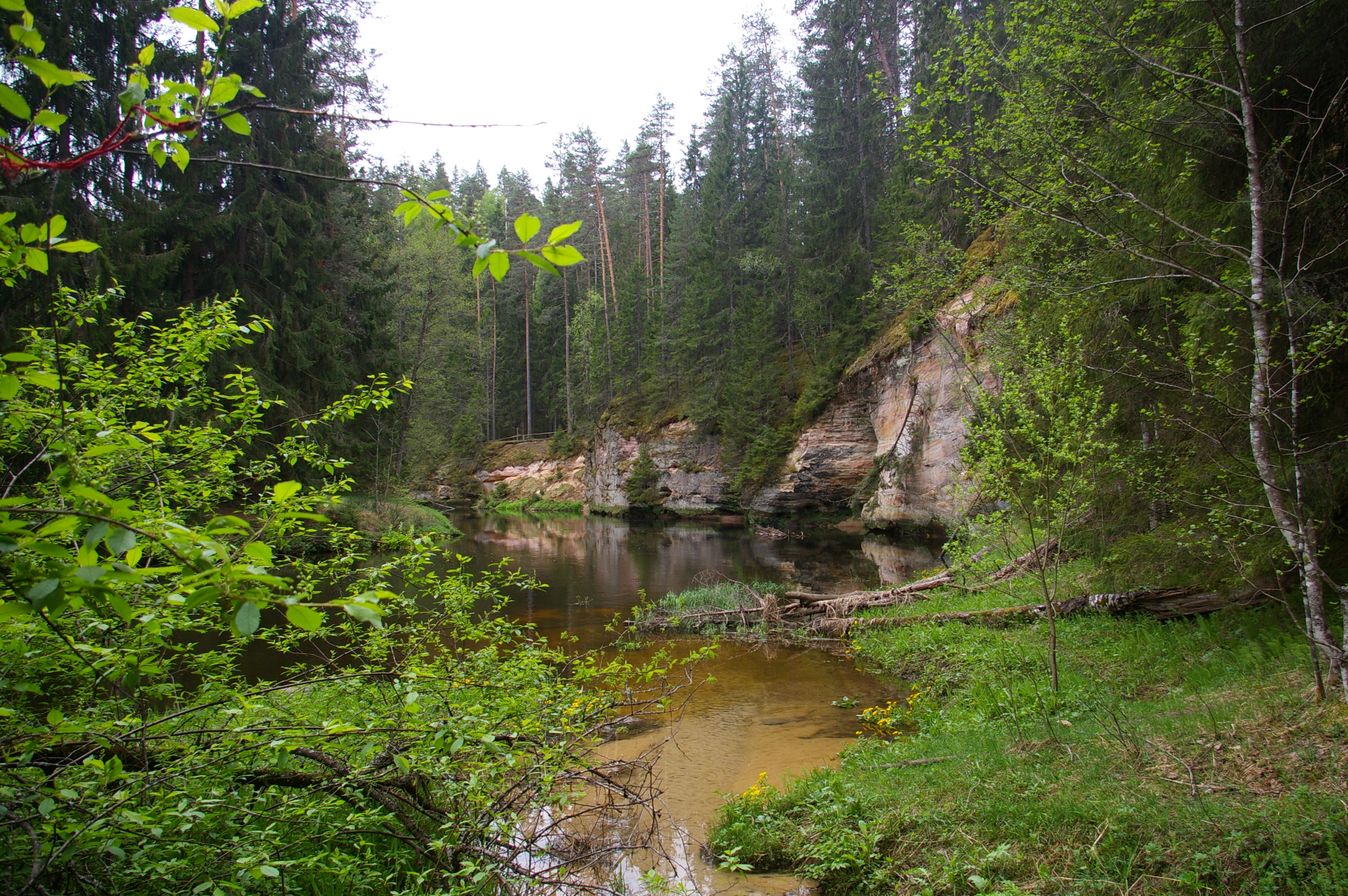
Малая Таэваскода в мае
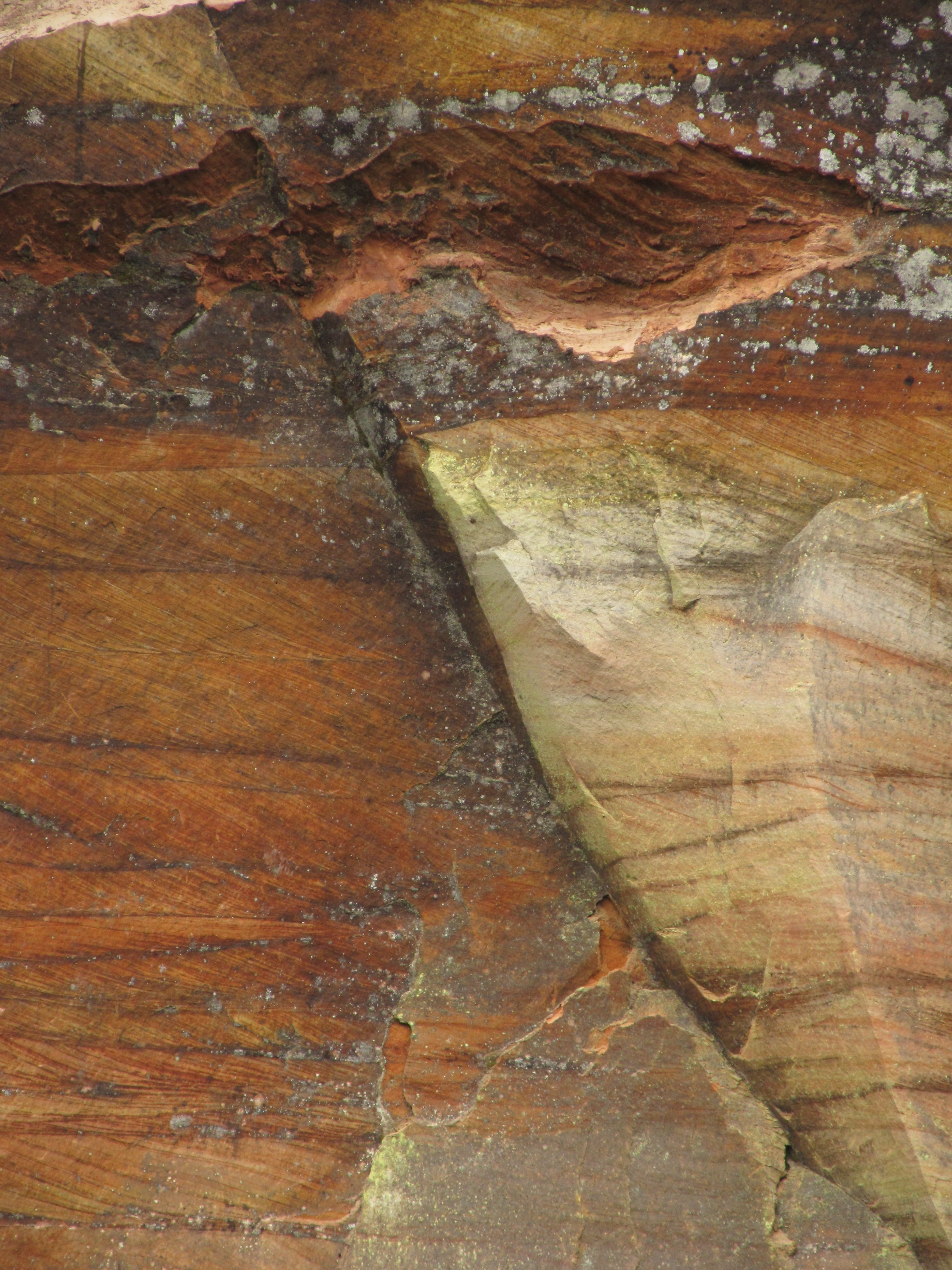
Слои обнажения песчаника Таэваскода

## Комментарии
1. ↑  Эстонские топонимы, оканчивающиеся на -а, не склоняются и не имеют женского рода (исключение — Нарва)[7].